# 権藤成卿

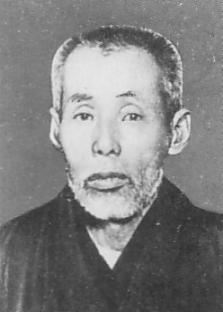
権藤成卿

権藤 成卿（ごんどう せいきょう（せいけい）、1868年4月13日（慶応4年3月21日） - 1937年（昭和12年）7月9日）は、日本の農本主義思想家、制度学者。本名は善太郎。号は成卿、間々道人，間々子など。明治政府の絶対国家主義や官治主義（官僚制）、資本主義、都会主義を批判し、農村を基盤とした古代中国の社稷型封建制を理想として共済共存の共同体としての「社稷国家」の実現と農民・人民の自治および東洋固有の「原始自治」（「自然而治」）を唱えた。

## 略歴

### 家系・家学
権藤家は代々藩医で、曾祖父は権藤寿達、祖父は権藤延陵であった。祖父の権藤延陵は日田の広瀬淡窓、筑後の笠大匡とともに筑後の三秀才とよばれ、儒者亀井南冥の門下生であり、天保13年（1842年）に華岡青洲に医を学んだ。権藤延陵の門下生に高良山座主坊厨家を出自とする厨順夫がいる。
父の権藤直は勤皇党の領袖である池尻葛覃に学び、真木保臣・木村赤松が同窓であった。権藤直は品川弥二郎、高山彦九郎、平野国臣とも親交があり、高山彦九郎は権藤家の親族の家で自決している。
明治4年、大楽源太郎らによる明治政府転覆未遂事件の二卿事件（明四事件、久留米藩難事件）が起こり、久留米勤皇党のメンバーも事件に参加した。計画は山縣有朋ら政府に発覚し、大楽らは処刑され、久留米藩主有馬頼咸は謹慎を受け、東京の久留米藩邸は接収された。事件に関わった松村雄之進は服役後、旧久留米藩士を率いて福島で開拓事業を行った（のち衆議院議員）。
権藤家の家学は「東洋古制度学」であり、古代中国や日本の制度や律令、また有職故実を研究するものであった。

### 生誕
明治元年、国学者・藩医である権藤松門（権藤直）の長男として福岡県三井郡山川村(現在の久留米市)に生まれる。弟の権藤震二（1872年 - 1920年）は専修学校卒業後、「東京日日新聞」記者として日清戦争に従軍。台湾総督府官吏となり、東京日日に復帰後、北国新聞主筆、二六新聞を経て、1901年の日本広告の創立に加わり、その後身の日本電報通信社取締役となったが、1914年のシーメンス事件に関わり退社。雷軒、高良山人と号した。
末妹の誠子は平塚らいてうと赤瀾会を設立した。
1874年、6歳の時に善太郎は父親に連れられて大阪に行き、丁稚で商いを習い、その後二松学舎で漢学を学んだ。14歳で家にあった漢籍のほとんどを読破し、神童のほまれがたかかった。権藤家は代々藩医であったが、長ずるにしたがってもう一方の家学である国学に精進し、学者を歴訪し、また阿蘇神社に伝わる古文書を渉猟した。
1886年、中国に旅行する。1890年頃より父の権藤直のところに武田範之（文久3年（1863年） - 1911年）らが訪れるようになり、日韓問題に興味を持つようになる。武田は翌明治24年（1891年）より朝鮮にわたる。武田とともに対馬で漁業事業をしたが失敗する。
1892年、善太郎は24歳で結婚した。この頃、父の権藤直が久留米青年義会を結成し、福岡派(頭山満・平岡浩太郎)、熊本派（宮崎滔天・清藤幸七郎ら）とならんで久留米派と呼ばれた。
明治28年（1895年）、妻子を残して家出し、長崎の春徳寺で独学を続けた。

### 黒竜会とアジア革命
武田範之は朝鮮の東学党と親交をむすび、内田良平らと天佑侠を組織する。明治26年（1893年）には樽井藤吉が『大東合邦論』を刊行し日朝対等の合邦を説いて、武田や内田良平や権藤らに影響を与えた。武田はその後、明治28年（1895年）10月8日の閔妃暗殺事件(乙未事変)に関わった嫌疑で逮捕されるが証拠不十分で不起訴。長崎で武田範之に金銭的な支援をした。
1900年、上京し、同志とともに皇民一性会や成章学苑をおこし、日本の制度、典礼の学を研究しながら、1902年に内田良平らの黒竜会に参加し、対露開戦、日韓合邦論を主張した。弟の権藤震二も、宮崎来城とともに黒竜会に参加している。黒竜会での活動を通じて、李容九（一進会）や黄興（華興会）、宋教仁・孫文（興中会）らとアジア革命のために連携し、交遊した。
明治37（1904年）、李容九ら一進会や黒竜会は日韓合邦後、満州に移住し「大高麗国」「鳳の国」を作るという計画をたて、黄興、孫文、宮崎滔天、松永安左衛門、康有為、梁啓超、犬養毅、柏原文太郎らも賛同した。ただし、この建国構想では土着民による自治と共和を理想としたものであり、現地民排斥による日本人移民の計画ではなかったことに注意すべきである。善太郎は黒竜会メンバーとして朝鮮、中国、ロシアなどを訪ねた。中国、上海にいたころ、革命が勃発すると在中日本人同志とともに革命指導者の一員として参加した。1908年中国人向けの漢文雑誌「東亜月報」を発行した。
1910年には韓国併合が成立したことで、李容九ら一進会は解散させられ、日韓合邦も満州での「鳳の国」計画も挫折し、武田範之らは失意のうちに1911年に亡くなり、権藤も挫折感を味わう。

### 自治学会
大正3年（1914年）、麻生飯倉片町の南葵文庫で、飯塚西湖、小沢打魚(黒竜会の文筆担当者)、樽井藤吉(東洋社会党)、大井憲太郎（自由党左派）、大江卓(自由党)、内田良平、山口弾正らとともに会合を持つ。その後、会合は満川亀太郎の老荘会、次いで大川周明・北一輝を交えて猶存会とも交流していく。1915年には橘孝三郎が兄弟村農場(文化村農場)を開き、1918年から武者小路実篤が新しき村などの共同体運動が展開された。1917年のロシア革命を契機に権藤は活動を再開する。大正7年（1918年）、満川亀太郎が老荘会を結成し、交遊する。
大正9年（1920年）3月、53歳になっていた権藤成卿は処女作『皇民自治本義』(冨山房)を発表した。同書では「社稷を宗とする、我家学の一斑」を提示するとされた。同年、自治学会を設立した。
1922年には、蘇我氏打倒計画をたて、大化の改新に影響を与えた南淵請安を理想として『南淵書』を発表。この著作は学者からは黙殺されたが、北一輝の『日本改造法案』とともに昭和維新に多大な影響を与えた。
1923年（大正12年）の関東大震災で大杉栄が殺害された事件について内田良平と衝突した。その後、柴田徳次郎が創設した国士舘で国史を講義した。
1926年、その発見によるという『南淵書』の内容を中心にして前編を加え、『皇民自治本義』を改題して『自治民範』を発表。
1927年(昭和2年)、安岡正篤が設立した金鶏学院で制度学の講義を受け持つ。1928年には山県大弐著『柳子新論』の訓訳を発表。

### 農本主義と昭和維新
1929年（昭和4年）に麻布台から代々木上原に引越しをし、帝大七生社の四元義隆が下宿したり、また橘孝三郎の紹介で日蓮主義者の井上日召や、のちに血盟団事件に参加する水戸の学生らが出入りした。また、海軍革新派で五・一五事件の実質的指導者であった藤井斉も権藤成卿の『自治民範』(『皇民自治本義』)を絶賛していた。
1929年秋のアメリカ合衆国からはじまる世界恐慌の波は日本でも深刻なものとなり、1930年から翌年にかけて昭和恐慌となり、農村の窮乏(昭和農業恐慌)も問題視された。
昭和6年（1931年）8月、権藤と橘孝三郎は初対面したが、橘は以前より権藤を著作を通じて尊敬していた。
同年11月、権藤は平凡社社長で農民自治会の下中弥三郎、農民協議会の長野朗、法政大学の小野武夫、作家の武者小路実篤や今東光、愛郷塾の橘孝三郎らと農本主義者の共同戦線「日本村治派同盟」が結成される。日本村治派同盟では「反都市」「反資本主義」「反近代」が共通認識であったが、橘孝三郎と長野朗は翌1932年2月に脱会し、雑誌「農本連盟」を創刊する。権藤は1931年に『日本農制史談』、1932年に『君民共治論』『日本震災凶饉攷』『農村自救論』などを立て続けに発表した。
1932年（昭和7年）2月9日、井上日召の指令で井上準之助が、3月5日には三井財閥の団琢磨が射殺される血盟団事件が起こる。
1932年 3月、静岡で農村青年共働学校を開いていた岡本利吉が主導して、犬田卯、トルストイ主義者で農本共働塾の加藤一夫、長野朗、橘孝三郎、瑞穂精舎を創設した和合恒男、農民運動家の中沢弁次郎らとともに権藤は農本連盟を発足するが、短期で分裂する。分裂後の同年4月、権藤を顧問とし、長野朗、橘孝三郎、和合恒男、稲村隆一、宮越信一郎らが自治農民協議会を結成する。
自治農民協議会の綱領は
1. 政治的には我が社稜体統公同自治を確立す
2. 経済的には我が共存互済の原則により農を本とし衣食住物資の充足に努む
3. 教育は人の性能を甑養するを以て目的とす
4. 外交は彼我協和の主旨を重んじ有無疏通を以て目的とす

といったもので、権藤の思想が濃厚に反映されたものだった。自治農民協議会はその後、農家負債3年据え置き、補助金、満蒙移住費補助の三か条を掲げた請願運動を開始する。
1932年は自治的農本主義運動の最盛期であったとされ、政府も農山漁村経済更生運動(自力更生運動)をはじめている。同1932年5月15日、海軍の古賀清志や血盟団残党によって犬養毅首相らが射殺される五・一五事件が発生する。権藤はこれらの昭和維新に思想的影響をおよぼしたという嫌疑で投獄されたが、無関係があきらかになり釈放された。1932年10月の信州での座談会では窮之におかれた信州の農民や商工業者が軍部に期待をかけるのに対して、権藤は軍部による革命を否定すると同時に、性急・安易な社会改造でなく、堅実な社穣自治への復帰を説いた。
1932年6月には自治農民協議会の三か条請願運動は3万2千の署名を集め、衆議院を通過、6月13日には政友会の農村負債整理を含む政友会協議案が可決した。
昭和維新後、権藤は目黒中根町で塾「成章学苑」を、1935年10月には制度研究会を発足させ、また松沢保和によって雑誌『制度の研究』が発刊した(-1937年1月。下中弥三郎、犬田卯、武者小路実篤、橘孝三郎らの日本村治同盟、自治農民協議会が後押ししたとされる。
1934年（昭和9年）、権藤は「制度学雑誌」を創刊、制度学研究会を発足させ、機関紙「制度と研究」も出した。翌年は二・二六事件が勃発、時代は国体明徴運動へと大きく迷走していった。
権藤はまた、日中開戦を批判した。
1937年（昭和12年）7月9日、没。墓所は久留米市上隈山墓地。

## 思想

### 社稷自治論
権藤は村落共同体一般や、同時代の農村(民)をそのまま肯定したわけではなく、自治機能をもった公権力に抵抗しえた中世の郷村を理想としていた。社稷の「社」とは「地を神とする所以の道」であり、大地を意味し、「稷」とは五穀の長、粟を意味し、食物を意味する。あるいは社稷とは「社会」と同じ意味とも権藤はいう。
権藤は「土ありて而る後民人あり、民人ありて而る後君長あり」と政治の実体は君主でなく、民人（社稷）と述べる。さらに「万々世の後、理想が実現するに到れば、『天下ヲ公トナス』」と論じ、社稷が「天下」となり、社稷が体現した公共性こそが、国家の公共性にとって代わるべきとも論じた。
権藤は明治藩閥政府のプロシア式の国家主義を排撃し、「社稷を離れたる国は、必ず尊己卑他の国にして、其民衆は権力者の奴隷となる」とし、明治以来の日本の国家主義は「一幅牛頭馬頭跋扈の地獄図」という弱肉強食や「欧州式の私有財産制度」を強引に採用した結果、一国の主力たるべき農民は「草野に枯死」かのごとき「租税製造機」として取り扱われているとして、すべての生民（人民）が和親修睦をもって相互扶助し、一人単独に満足するよりも、「一家より一伍一邑共に楽しむ」ことをより好むことで、「国民共存の大義」が展開されると論じた。
このような社稷自治論は農業立国論や浅薄な反都会・反商工観念とは異なり、権藤はそれらを批判していた。

### 大同
また権藤成卿は礼記礼運篇にある「大同」の思想を理想とした。礼記では、「大道の行わるるや、天下を公となし、賢者と能者を選び、信義と和親を重んず。ゆえに人は、わが親のみを親とせず、わが子のみを子とせず。老人をして天寿を全うせしめ、壮丁をして職を持たしめ、幼児をして養育を受けしめ、寡婦、孤児、廃疾者、寄るべなきものをしてみな養護を受けしむ。男には分あり。女には帰あり。財貨の地に棄てらるるを憎めども、己れの一身に蓄えんとはせず、力を振るわざるを憎むも、己れ一身のためにせんとはせず。このゆえに陰謀は止みて興らず、窃盗乱賊も起こることなし。ゆえに門戸を閉じず。これを大同という」と説かれ、このような大同の世に対して、「小康の世」では私的価値が追求されるために戦乱が起こると対比される。このような大同の思想は、春秋公羊学派、康有為の大同三世説で発展された。権藤の大同論には康有為の影響もあった。
権藤はまた、大化の改新に影響を与えた南淵請安の思想にも大同説があると解釈した。

### 批判
権藤は、日本主義者から制度学は古代中国の学問であり、天皇を戴く日本国体に合わないと批判された。
血盟団事件の小沼正は公判廷において「権藤の学聞は支那の学問」 で「横の対立的の思想」だと批判し、また津久井龍雄も 「われわれが権藤氏の諸説において、最も不満に堪えぬのは、わが国史を非常に歪曲して解釈し、かつわれわれが国体の精華として信念してゐるところのものを抹消せんと意識されてゐるがごとく見ゆる点である」と批判した。津久井や林癸未夫ら国家社会主義者は権藤の無政府主義的傾向も批判していた。
大川周明も、権藤が大化の改新を理想視したのに対して、大化の改新は帰化人の儒者南淵請安の儒教思想の産物であり、天智天皇の「君民共治」 の制度も 「純乎たる支那流にして、我国では空前絶後である」と批判した。
権藤はこうした批判に対して1932年に文藝春秋社から刊行した『君民共治論』に収録した1919年11月10日の対談で「応用と云ひ適用と云ふ乙と人模擬と云ひ模倣と云ふこととは、其根本主旨が別々」であるとして、成務朝自治御立制より、応神朝での王仁博士の招轄に依る施政には周漢の制度も応用されたが模倣ではなく、班田制も唐の制度を応用したものであり模倣ではないと論じた。

### 国家資本主義批判
昭和11年6月9日、逓信省による電力国家管理法案が発表された。1937年1月に権藤は、「ファッショ的統制案」として批判した。同案は日中戦争の激化にともない1938年4月に電力管理法として実現する。
権藤は「国家社会主義なるものは、学理上からいえば我輩とは全然異なるが、今次の逓信省案の如きふざけたものではない。官僚統制と結びついた究極的な資本家保護は、国家資本主義である。ファッショと呼ばれるのは、かかるところに因由し居る」と、日本政府の国家管理案を国家資本主義またはファシズムとして批判した。

### 評価
社稷を人民相互の共同契約のもとに構成された共同体とする権藤の思想には、ジャン＝ジャック・ルソーの社会契約論や、またトーマス・ペインの自然に定礎された社会に対して、政府は作為の表象であるとする思想との相似も指摘されている。
山川均は権藤の思想の核心を「最も素朴な形のアナキズム」とし、土田杏村は権藤のアナキズムを大同説と老荘思想に求めている。松本健一は安藤昌益との類似を指摘している。

## 著作
- 『皇民自治本義』冨山房、1920年
- 小沢打魚、権藤成卿校註『南淵書』上中下巻、権藤成卿、1922年
- 『自治民範』平凡社、1927年
- 山県大弐著、権藤成卿訓訳、須藤宗次郎編『柳子新論』洪文社、1928年
- 飯塚納著、権藤成卿編『西湖四十字詩』松木多賀司、1930年
- 『日本農制史談』純真社、1931年
- 『君民共治論』文藝春秋社、1932年
- 『日本震災凶饉攷』文藝春秋社、1932年
- 『農村自救論』文藝春秋社、1932年
- 『八隣通聘攷』上下巻、平野書房、1933年
- 『間々子詩』前篇・後篇、権藤四郎介、1933年
- 『農村の困弊と食糧問題』自治学会、1935年
- 『自治民政理』学芸社、1936年
- 『其後に来るもの : 血盟団事件 五・一五事件 二・二六事件』平野書房、1936年

### 雑誌
- 「制度学雑誌」伊福部隆輝編集、1934年5月-7月発行。
- 「制度の研究」松沢保和編集、1935年10月-1937年1月。

#### 「制度の研究」所収論文
- 第1巻第3号 (1935年12月)第3号 「天皇機関説斐除声明に由る制度研究の針路」[36]
- 第2巻第1号 (1936年1月)第4号「社団法人組織と奈良平安の荘園」
- 第2巻第3号 (1936年3月)第6号「人心粛正の公礼」
- 第2巻第4号 (1936年4月)第 7号「革弊の史的考察」
- 第2巻 第 5号 (1936年 5月)第8号「民籍・地籍の公例」
- 第2巻 第 6号 (1936年6月)第9号「成壊は人の時に在り」
- 第2巻第7号 (1936年7月)第10号「朔望休息の古慣例と日曜休息の現在実況(口述) 」
- 第2巻第8号 (1936年8月)第11号「農村困弊の結果は壮丁健康の低下となれり(講述) 」
- 第2巻第9号 (1936年9月)第12号「章太炎氏の満蒙殖民に対する学問的意見」
- 第2巻第10号 (1936年 10月)第13号「北海道一巡の概観」
- 第2巻 第 11号 (1936年11月)第14号「宗教取締に関する考察一斑」
- 第2巻第12号 (1936年 12月)第15号「文武両関超克の史的公例」

### 著作集
- 『権藤成卿著作集』第1巻-第7巻、別巻、黒色戦線社、1973-1991年